# Södermanlands arkitekturpris
Södermanlands arkitekturpris, även Sveriges Arkitekter Södermanland pris för god arkitektur, är ett regionalt arkitekturpris som delas ut av lokalföreningen Sveriges Arkitekter Södermanland. Det delas ut till ny arkitektur i Södermanlands län.

## Vinnare
- 2003: Kunskapsskolan i Nyköping. Arkitekt: Kenneth Gärdestad.[1]
- 2004: Projektet Sörmland bygger.[2]
- 2005: Kvarteret Smörblomman, Nyköping. Arkitekt: Anders Falk för Riksbyggen.[3][4]
- 2006: Konstmuseet, Eskilstuna.
- 2007: Kvarteret Fiskpigan, Trosa. Arkitekt: Meter Arkitektur.[5][6]
- 2008: Lager 157, Hälleforsnäs. Tilldelas Tommy Saarela (Saarela Arkitekter AB), Pelle Bergström (Arkimark arkitektkontor AB), Flens kommun, Stiftelsen Hälleforsnäs Bruksfastigheter och Lager 157.
- 2010: Markbehandling, Munktellstaden. Arkitekt: AQ arkitekter tillsammans med Tyréns, Eskilstuna kommun och VAP Örebro.
- 2011: Nyköping Strand, Nyköping. Arkitekt Dina Hermelin, byggherre Klövern.
- 2012: Elite Stadshotellet i Eskilstuna. Arkitekt: AQ arkitekter.[7]
- 2013: Kvarteret Seminariet, Strängnäs. Arkitekt: Maria Axelsson, Tengbom.
- 2014: Högstadieskolan Alpha, Nyköping.
- 2015: Scenkonst Sörmland, gamla Volvofabriken. Arkitekt: AQ arkitekter.[8]
- 2016: Åstråket, Eskilstuna. Tilldelas Eskilstuna kommuns stadsdelsförvaltning, Torshälla stads förvaltning, Tyréns, WSP, Sweco Architects och Degree of Freedom Engineers.[9][10]
- 2017: Stadsparken Hammarängen i Mariefred. Tilldelas arkitekter Brunnberg & Forshed och byggherre Derome.[11][12]
- 2018: Energimyndighetens kontor. Tilldelas Carlstedt arkitekter, White arkitekter, Black ljusdesign och Ladingen.[13]
- 2019: Vulkanen 8/Brf Messingen i centrala Eskilstuna. Arkitekt: Tovatt Architects & Planners.[14]
- 2020: Södra kyrkogården i Strängnäs[15]
- 2021: Stigtomta skola[16]
- 2022: Mälardalens universitets nya campus i Eskilstuna[17]